# Bebrina
Bebrina – wieś w Chorwacji, w żupanii brodzko-posawskiej, siedziba gminy Bebrina. W 2011 roku liczyła 494 mieszkańców.